# Michael Howard (fäktare)
Michael John Peter Howard, född 24 december 1928 i Richmond, är en brittisk före detta fäktare.
Howard blev olympisk silvermedaljör i värja vid sommarspelen 1960 i Rom.